# Allincapac
Allincapac Allin Ccapac or Allin Japac és una muntanya de la Serralada Carabaya, una serralada secundària dels Andes, al Perú. Amb 5.805 msnm, n'és el punt culminant. Es troba a la regió de Puno, al sud de l'Huaynaccapac, al nord-est del Chichicapac i al nord del llac Chaupicocha.